# Carex hymenodon
Carex hymenodon är en halvgräsart som beskrevs av Jisaburo Ohwi. Carex hymenodon ingår i släktet starrar, och familjen halvgräs. Inga underarter finns listade i Catalogue of Life.